# Rob Smedley
Robert Smedley (Normanby, 28 de novembro de 1973), mais conhecido com Rob Smedley, é um engenheiro britânico que atualmente é diretor de sistemas de dados da Fórmula 1. Ele foi o engenheiro de pista de Felipe Massa na Ferrari de 2006 a 2013. Após oito anos trabalhando juntos na escuderia italiana, ambos se mudaram para Williams; Smedley como chefe de performance, e Massa como piloto.
As transmissões de rádio de Smedley para Massa até alcançaram status de cult, com muitos fãs da Ferrari colocando suas mensagens em seus telefones celulares como toques.

## Biografia
Smedley nasceu e viveu em Normanby, perto de Middlesbrough, até os 18 anos. Frequentou a St Peter's School em South Bank e o St Mary's Sixth Form College. Na Universidade de Loughborough, ele obteve o bacharelado em matemática e engenharia mecânica, seguido de um mestrado em engenharia mecânica.
Depois de deixar a universidade, Smedley começou a trabalhar com a Pilbeam Racing Designs, projetando elementos de suspensão usados no Peugeot 406 em campanha no Campeonato Britânico de Carros de Turismo de 1997. Ele passou a trabalhar em carros de Fórmula 3000 e carros de turismo da Williams antes de se mudar para a equipe de Fórmula 1 da Jordan no início de 1999.
Na Jordan ele trabalhou como engenheiro de aquisição de dados, responsável pelos dados de telemetria utilizados pelo engenheiro de corrida da equipe e nas temporadas de 2002 e 2003 tornou-se engenheiro de pista da equipe. Antes da temporada de 2004, ele se mudou para a Ferrari, onde inicialmente trabalhou na equipe de testes.
No meio da temporada de 2006, ele substituiu Gabriele Delli Colli como engenheiro de corrida de Felipe Massa. Smedley ficou conhecido por suas transmissões de rádio muito francas e ocasionalmente humorísticas para Massa. Isso inclui o Grande Prêmio da Malásia de 2009, quando ele foi ouvido dizendo claramente "Felipe, baby, fique calmo" depois que Massa reclamou de não ter uma viseira transparente para a corrida na chuva que estava sendo reiniciada.
Após a lesão de Massa no Grande Prêmio da Hungria de 2009, Smedley continuou com o papel de engenheiro de corrida dos pilotos substitutos Luca Badoer e Giancarlo Fisichella enquanto eles assumiam o lugar de Massa pelo restante da temporada de 2009. Ele já havia trabalhado com Fisichella na Jordan.
Em 2009, Smedley recebeu um título honorário ("Doutor em Estudos Profissionais") da Universidade de Teesside.
Smedley esteve envolvido em um incidente no Grande Prêmio da Alemanha de 2010, no qual foi descoberto que a equipe Ferrari violou os regulamentos relativos às ordens da equipe. Como Massa estava na liderança da corrida logo a frente de Fernando Alonso, Smedley o contatou por rádio e disse "Fernando é mais rápido que você. Você pode confirmar que entendeu essa mensagem?", uma instrução velada para permitir que Alonso o ultrapassasse para vencer, ordem que Massa cumpriu devidamente. Após a ultrapassagem na volta 49, Smedley acrescentou: "OK, cara, bom rapaz, fique com ele agora, desculpe." Após a corrida, a Ferrari foi multada em 100 mil dólares pelas ordens da equipe, mas o resultado foi mantido.
Smedley continuou como engenheiro de corrida de Massa na Ferrari até ele se transferiu para a Williams quando Massa se juntou a equipe inglesa na temporada de 2014, liderando as operações da equipe na pista.
Em julho de 2015, ele recebeu um título honorário de Doutor em Tecnologia da Universidade de Loughborough em reconhecimento por sua notável contribuição para a Fórmula 1 e engenharia de corrida.
Em 5 de novembro de 2018, foi anunciado que Smedley deixaria a Williams no final da temporada de 2018. Com ele saindo da equipe um ano depois de Massa ter deixado a Fórmula 1.
Em fevereiro de 2019, foi anunciado que ele havia sido contratado pela Formula One Group como consultor técnico especialista da Fórmula 1. Em março de 2020, Smedley foi promovido ao cargo de diretor de sistemas de dados pela Formula One Group.
Em 2020, Smedley iniciou uma categoria de corridas de baixo custo (a Total Karting, anteriormente nomeada de Electroheads Motorsport) usando karts elétricos, com o objetivo de tornar o automobilismo mais acessível aos iniciantes.